# Suminoe-ku
Suminoe-ku (住之江区?) è uno dei 24 quartieri di Ōsaka, in Giappone.